# تقویت کننده های تفاضلی
تقویت‌کننده ابزاری  (که گاهی به‌صورت مختصر in-amp  یا InAmp  نوشته می‌شود)  نوعی تقویت‌کننده تفاضلی است که به تقویت‌کننده‌های بافر ورودی مجهز
شده است. این ویژگی، نیاز به تطبیق امپدانس ورودی را از بین می‌برد و در نتیجه،
این تقویت‌کننده را به‌ویژه برای استفاده در تجهیزات اندازه‌گیری و آزمایشگاهی
ایده‌آل می‌سازد. از دیگر ویژگی‌های آن می‌توان به  افست بسیار پایین  DC،
دریفت کم، نویز پایین، بهره حلقه ‌باز بسیار بالا، نسبت حذف مد مشترک (CMRR) بسیار
عالی و امپدانس ورودی بالا اشاره کرد. از تقویت‌کننده‌های
ابزاری در مواردی استفاده می‌شود که دقت بالا و پایداری بلندمدت و کوتاه‌مدت
مدار مورد نیاز است.

گرچه تقویت‌کننده ابزاری معمولاً از نظر شماتیک شبیه به یک آپ‌آمپ استاندارد نمایش داده می‌شود، اما در واقعیت، این تقویت‌کننده عموماً از سه آپ‌آمپ تشکیل شده است. این آپ‌آمپ‌ها به گونه‌ای چیده شده‌اند که یکی از آن‌ها به عنوان بافر برای هر ورودی (مثبت و منفی) عمل می‌کند و سومی خروجی مطلوب را با تطبیق امپدانس مناسب تولید می‌کند..
رایج‌ترین مدار تقویت‌کننده ابزاری در شکل بالا نشان داده شده است. بهره این مدار به‌صورت زیر محاسبه می‌شود:
{\displaystyle Aav={\ Vout \over \ V2-V1\ }=(1+{\ 2R1 \over \ Rgain\ }){\ R3 \over \ R2\ }}

امپلی فایر های سمت راست ، همراه با مقاومت‌های {\displaystyle R_{3}} و {\displaystyle R_{2}}، یک مدار تقویت‌کننده تفاضلی استاندارد با بهره {\displaystyle R_{3} \over \ R_{2}} و مقاومت تفاضلی ورودی {\displaystyle 2R_{2}}  است. دو ‌آمپلی فایر  سمت چپ به عنوان بافر عمل می‌کنند. اگر  {\displaystyle R_{gain}} حذف شود (مدار باز شود)، این دو مقاومت به صورت مدارهای بافر با بهره واحد کار می‌کنند و مدار با بهره {\displaystyle {R_{3} \over \ R_{2}}} و امپدانس ورودی بالا (به‌دلیل وجود بافرها) عمل خواهد کرد
با قرار دادن مقاومت‌هایی بین ورودی معکوس  بافرها و زمین، می‌توان بهره بافر را افزایش داد، اما استفاده از یک مقاومت   {\displaystyle R_{gain}}  بین دو ورودی معکوس‌کننده، روشی هوشمندانه‌تر است: این کار بهره حالت تفاضلی جفت بافر را افزایش می‌دهد، در حالی که بهره حالت مشترک همچنان برابر با ۱ باقی می‌ماند. این روش نه‌ تنها نسبت حذف مد مشترک (CMRR) مدار را بهبود می‌بخشد، بلکه امکان پردازش سیگنال‌های مد مشترک بزرگ‌تر را بدون قطعی (clipping) فراهم می‌کند.
یکی دیگر از مزایای این روش، افزایش بهره با استفاده از فقط یک مقاومت به‌جای یک جفت مقاومت است که مشکل تطبیق مقاومت‌ها را از بین می‌برد و به‌راحتی امکان تغییر بهره مدار با تعویض مقدار یک مقاومت را فراهم می‌کند. حتی می‌توان از یک پتانسیومتر یا مجموعه‌ای از مقاومت‌های قابل انتخاب توسط سوئیچ برای     استفاده کرد تا تغییر بهره مدار به سادگی انجام شود.
بهره مد مشترک ایده‌آل در یک تقویت‌کننده ابزاری صفر است. در مدار نشان‌داده‌شده، بهره مد مشترک ناشی از عدم تطابق در نسبت مقاومت‌ها ({\displaystyle R_{2} \over \mathbb {R} _{3}})   و همچنین عدم تطابق در بهره مد مشترک دو آپ‌آمپ ورودی است. دستیابی به مقاومت‌های کاملاً مطابق  (matched) در ساخت این مدارها چالش‌برانگیز است و بهینه‌سازی عملکرد مد مشترک نیز نیازمند دقت بالایی است
برای کاهش هزینه‌ها می‌توان از دو آپ‌آمپ استفاده کرد، اما در این حالت بهره باید   بیشتر از ۲ (+6 dB) باشد.
تقویت‌کننده‌های ابزاری (Instrumentation Amplifiers) را می‌توان با استفاده از تقویت‌کننده‌های عملیاتی مجزا و مقاومت‌های دقیق ساخت، اما نمونه‌های یکپارچه آن نیز توسط چندین تولیدکننده از جمله Texas Instruments، Analog Devices و Renesas Electronics به صورت مدار مجتمع عرضه می‌شوند. یک تقویت‌کننده ابزاری IC معمولاً شامل مقاومت‌های دقیقِ همسان‌سازی‌شده با لیزر است و بنابراین ردگیری حالت مشترک (CMR) عالی ارائه می‌دهد. از نمونه‌های آن می‌توان به INA128، AD8221، LT1167 و MAX4194 اشاره کرد.
تقویت‌کننده‌های ابزاری را همچنین می‌توان با استفاده از «معماری فیدبک غیرمستقیم جریان» طراحی کرد که محدوده عملکرد این تقویت‌کننده‌ها را تا قطب منفی منبع تغذیه و در برخی موارد تا قطب مثبت گسترش می‌دهد. این ویژگی به‌ویژه در سیستم‌های تک‌ منبع تغذیه مفید است، جایی که قطب منفی منبع تغذیه صرفاً به زمین مدار (GND) متصل می‌شود. از نمونه قطعاتی که از این معماری استفاده می‌کنند می‌توان به MAX4208/MAX4209 و AD8129/AD8130 اشاره کرد.

#### انواع تقویت‌کننده‌های ابزاری:

###### تقویت‌کننده ابزاری بدون فیدبک
تقویت‌کننده ابزاری بدون فیدبک، یک تقویت‌کننده تفاضلی با امپدانس ورودی بالا است که بدون شبکه فیدبک خارجی طراحی شده است. این طراحی امکان کاهش تعداد تقویت‌کننده‌ها (یک عدد به جای سه عدد)، کاهش نویز (عدم ایجاد نویز حرارتی توسط مقاومت‌های فیدبک) و افزایش پهنای باند (عدم نیاز به جبران‌سازی فرکانسی) را فراهم می‌کند. تقویت‌کننده‌های ابزاری تثبیت‌شده با چاپر (Chopper-Stabilized) یا بدون رانش (Zero-Drift) مانند LTC2053 از یک بخش ورودی سوئیچینگ برای حذف خطاهای آفست DC و رانش استفاده می‌کنند.